# Felix Meiner Verlag
Der Felix Meiner Verlag ist ein wissenschaftlicher Verlag in der Rechtsform einer GmbH mit dem Geschäftssitz in Hamburg. Das 1911 in Leipzig gegründete Unternehmen befindet sich in vierter Generation in Besitz und unter Leitung der Familie Meiner und ist auf Publikationen im Fachgebiet Philosophie spezialisiert.

## Geschichte
Den Verlag gründete Felix Meiner (1883–1965) am 1. April 1911 in Leipzig. Im Gründungsjahr übernahm der Verlag von der Dürr’schen Buchhandlung die Philosophische Bibliothek, die Julius von Kirchmann im Jahr 1868 gegründet hatte. Im Zweiten Weltkrieg wurde das Leipziger Verlagsgebäude am 4. Dezember 1943 durch einen Luftangriff total zerstört. Nach Kriegsende erhielt Felix Meiner am 8. Februar 1947 von der Sowjetischen Besatzungsmacht eine Verlagslizenz. Eine Neugründung folgte dann 1951 in Hamburg. Hier hatte Richard Meiner bereits 1948 einen eigenen Verlag gegründet. Beide Verlage wurden zum 1. Januar 1964 unter der Firmierung Felix Meiner Verlag zusammengelegt.
Der Verlag ist wirtschaftlich unabhängig und wird in vierter Generation von den Brüdern Johann Meiner (Geschäftsführer seit 2017) und Jakob Meiner (seit 2020) als Familienunternehmen geführt. In der Nachfolge des Verlagsgründers Felix Meiner hatten zuvor dessen Sohn Richard Meiner (1964 bis 1998) und Enkel Manfred Meiner (1981 bis 2019) die Leitung des Unternehmens inne. Der Verlag gilt als „eine erste Adresse für philosophisch Interessierte“.
Im Jahr 1992 wurde der auf Fremdsprachen und Sprachwissenschaften spezialisierte Helmut Buske Verlag erworben. Beide Verlage haben als verbundene Unternehmen ihren Sitz im Hamburger Stadtteil Barmbek-Süd.

## Verlagsprogramm
Im Mittelpunkt der Verlagsarbeit steht die Philosophische Bibliothek. Kontinuierlich erweitert und bei Neuauflagen dem jeweiligen Forschungsstand angepasst, sind rund 500 Textausgaben kanonischer Werke aus allen Epochen der Philosophiegeschichte lieferbar; insgesamt sind über 1.300 Bände erschienen.
Außerdem erscheinen im Verlag Gesamtausgaben und historisch-kritische Editionen, wie die Werke- und die Nachlassausgabe von Ernst Cassirer, die Akademieausgaben von Georg Wilhelm Friedrich Hegel und Nikolaus von Kues oder die Werkausgaben von Friedrich Heinrich Jacobi und Giordano Bruno. Im Bereich der wissenschaftlichen Monographien werden historisch-systematisch ausgerichtete Arbeiten sowie Modelle philosophischer Forschung veröffentlicht, wie z. B. in der Reihe „Paradeigmata“, den „Cassirer-Forschungen“, den „Kant-Forschungen“ oder den „Studien zum 18. Jahrhundert“. Die „Blaue Reihe“ versammelt Texte zu aktuellen Fragestellungen und Debatten.
Das Verlagsprogramm wird durch Periodika wie die „Hegel-Studien“ oder das „Archiv für Begriffsgeschichte“, Nachschlagewerke, Handbücher und Lexika abgerundet.

## Auszeichnungen
- 2019 und 2020: Deutscher Verlagspreis[5][6]

## Quelle
- Meiner Gesamtverzeichnis. Felix Meiner Verlag, Hamburg 2024.